# Deserto costiero nebbioso della penisola arabica
Il deserto costiero nebbioso della penisola arabica è un'ecoregione dell'ecozona afrotropicale, definita dal WWF (codice ecoregione: AT1302), che si estende lungo la costa meridionale e sud-occidentale della penisola arabica.
 
Le dense nebbie presenti possono ridurre la visibilità fino a soli 10 metri.
L'ecoregione fa parte dell'ecoregione globale denominata Zone boschive e boscaglie dell'altopiano della penisola araba, inclusa nella lista Global 200. 

## Territorio
Questa ecoregione è costituita da una stretta fascia che si estende lungo le coste occidentali e orientali dell'Arabia. Segue la costa dell'Oman a sud dell'isola di Masirah e si spinge fino a 120 km nell'entroterra in corrispondenza dell'altopiano del Jiddat al Harasisi e dei monti del Dhofar. Da qui prosegue sotto forma di una striscia molto sottile (larga appena 5 km) lungo la costa dello Yemen, per poi risalire, spingendosi fino a 50 km nell'interno, la pianura della Tihamah lungo la costa dell'Arabia Saudita che si affaccia sul mar Rosso. In Oman e Yemen l'umidità è fornita dalla spessa cortina di nebbia proveniente dall'oceano durante il monsone estivo (kharif), mentre la torrida pianura della Tihamah è inumidita da scarse precipitazioni e dalla relativamente elevata umidità del mar Rosso.

## Flora
In questa regione, nonostante piova raramente, la nebbia fornisce umidità sufficiente per nutrire una vasta gamma di praterie, boscaglie e fitta savana alberata. Vi sono oltre sessanta Specie locale di piante. Questa striscia costiera è di particolare importanza per la vegetazione, poiché più all'interno, dove l'influenza della nebbia è minore, regna il deserto. La vegetazione varia progressivamente allontanandosi dalla costa, dove si sviluppa una fitta savana alberata di Anogeissus dhofarica, Acacia senegal e vari alberi e arbusti spinosi del genere Commiphora.
Le scarpate avvolte dalla nebbia del Dhofar presentano il più alto numero di specie endemiche e alcuni degli habitat più ricchi di specie dell'Oman. Nelle oasi di Oman e Yemen sono state registrate circa 900 piante vascolari, di cui circa 60 endemiche, tra cui due generi endemici, Cibirhiza e Dhofaria. Molte di queste piante sono importanti dal punto di vista medico o economico; la più famosa di esse è l'albero del franchincenso (Boswellia sacra), che in passato portò grande ricchezza agli abitanti del luogo.
Il massiccio vulcanico del Jebel Areys, 150 km ad est di Aden lungo la costa meridionale dello Yemen, è frequentemente avvolto dalla nebbia. I suoi versanti superiori rivolti al mare sono ricoperti da una boscaglia di succulente dominata da Euphorbia balsamifera. Quest'area di 1700 km² ospita 15 endemismi, tra cui la spettacolare succulenta priva di foglie Kleinia deflersii.

## Fauna
Il santuario dell'Orice d'Arabia, ex patrimonio dell'umanità dell'UNESCO, è famoso per il successo ottenuto nell'allevamento in cattività di Oryx leucoryx. Esso ospita una ricca fauna selvatica, tra cui la più numerosa popolazione di gazzelle di montagna (Gazella gazella) della penisola arabica. Presenti sono anche la gazzella gozzuta (Gazella subgutturosa), il lupo d'Arabia (Canis lupus arabs), il caracal (Caracal caracal), il tasso del miele (Mellivora capensis), la volpe di Rüppell (Vulpes rueppellii) e la volpe rossa (Vulpes vulpes). Il santuario della scarpata di Huqf ospita una delle più numerose popolazioni di stambecco della Nubia (Capra nubiana) dell'Oman.
Si ritiene che il Jebel Samhan, nella regione del Dhofar (Oman), regione quasi disabitata, sia la dimora della più grande popolazione di leopardo d'Arabia (Panthera pardus nimr), nonché probabile ultima roccaforte dell'animale in natura. Esso viene classificato come specie in pericolo critico dalla IUCN Red List. L'area ospita un'intera gamma di grandi mammiferi, tra cui la volpe di Blanford (Vulpes cana), la genetta comune (Genetta genetta), il riccio del deserto (Paraechinus aethiopicus), lo stambecco della Nubia (Capra nubiana), la lepre del Capo (Lepus capensis), il tasso del miele (Mellivora capensis), la iena striata (Hyaena hyaena) e il gatto selvatico (Felis silvestris).

## Conservazione

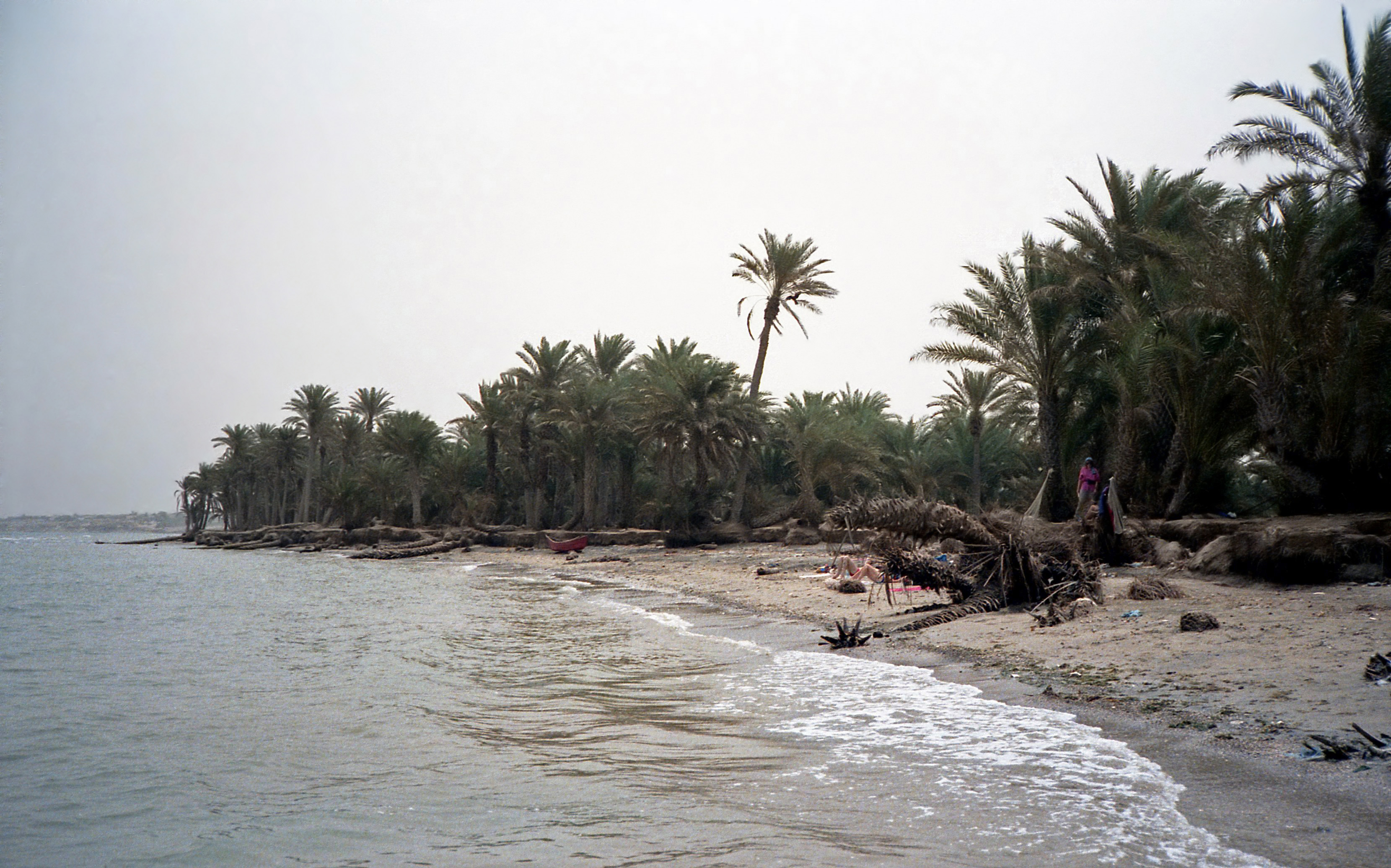
Costa di Tihama sul mar Rosso nei pressi di Khaukha, Yemen

Le principali minacce per questo ecosistema sono il pascolo incontrollato del sempre più alto numero di capi di bestiame, nonché la presenza di veicoli fuoristrada e la sempre più pressante penetrazione umana.
 
Tra le aree urbane che sorgono in questa ecoregione ricordiamo: in Oman il porto di Duqm e la capitale del Dhofar, Salalah; nello Yemen al-Mukalla, principale porto dell'Hadramaut, Aden, ex capitale del paese e antica città portuale, i porti sul mar Rosso di al-Hudayda (ancora oggi la più grande città su questa costa dello Yemen) e Mokha e il sito patrimonio dell'umanità di Zabid; nell'Arabia Saudita la città di Jizan, il cestino della frutta dell'Arabia Saudita. Tra le aree protette dell'Oman vi sono il controverso santuario dell'Orice d'Arabia, dove ebbe luogo la prima reintroduzione in natura di questa specie, e la riserva naturale di Jebel Samhan, istituita per proteggere il leopardo. Lungo le coste dello Yemen vi sono varie Important Bird and Biodiversity Area, ma nessuna di esse è protetta ufficialmente.